# دبلوم الدراسات الجامعية العلمية والتقنية
دبلوم الدراسات الجامعية العلمية والتقنية (بالفرنسية: diplôme d'études universitaires scientifiques et techniques أو اختصارا DEUST) هو دبلوم فرنسي للتعليم العالي يستمر لمدة عامين. كذا يتواجد الدبلوم في مستعمرات فرنسا السابقة كالمغرب.

## خلفية
الدبلوم هو دورة تدريبية احترافية، ويمكن إجراؤه على أساس العمل والدراسة ويستهدف قطاعًا معينًا (تكنولوجيا المعلومات، وما إلى ذلك). ويهدف إلى الاندماج الفوري للطالب في العالم المهني، ولهذا السبب، يكون إكمال العديد من الدورات التدريبية إلزاميًا. يتكون فريق التدريس من أكاديميين ومحترفين (مدير الموارد البشرية، على سبيل المثال) للموضوع الذي يتم تدريسه ومتحدثين يقدمون رؤية حالية لمجالهم الخاص.
ومن الممكن أن تتبع هذه الدبلومة إجازة مهنية (بكالوريا+3). تقبل بعض كليات الهندسة (خاصة تلك الموجهة نحو الصناعة) الطلاب الحاصلين على الدبلوم بالالتحاق في السنة الأولى من دورة الهندسة.
يميل إصلاح ليسانس-ماجستير-دكتوراه إلى جعل هذا التدريب أكثر ندرة لصالح البكالوريوس الجامعي في التكنولوجيا وشهادة التقني العالي.